# Griphoneura imbuta
Griphoneura imbuta är en tvåvingeart som först beskrevs av Christian Rudolph Wilhelm Wiedemann 1830.  Griphoneura imbuta ingår i släktet Griphoneura och familjen lövflugor. Inga underarter finns listade i Catalogue of Life.